# Global Warning Tour
Global Warning Tour는 빅뱅의 첫 번째 해외 콘서트 투어로 대한민국, 태국과 일본에서 개최되었다.

## 스페셜 게스트
- 거미 (광주, 서울 1일 차)
- 45RPM (서울 2일 차)

## 투어 일정
| 날짜            | 도시 | 국가     | 장소                     | 관객 수        |
| --------------- | ---- | -------- | ------------------------ | -------------- |
| 2008년 3월 28일 | 동경 | 일본     | 도쿄 돔 시티 홀          | 100,000명 이하 |
| 2008년 3월 29일 | 동경 | 일본     | 도쿄 돔 시티 홀          | 100,000명 이하 |
| 2008년 3월 30일 | 동경 | 일본     | 도쿄 돔 시티 홀          | 100,000명 이하 |
| 2008년 4월 12일 | 부산 | 대한민국 | BEXCO                    | 100,000명 이하 |
| 2008년 4월 27일 | 광주 | 대한민국 | 김대중컨벤션센터         | 100,000명 이하 |
| 2008년 5월 11일 | 원주 | 대한민국 | 원주 치악 체육관         | 100,000명 이하 |
| 2008년 5월 24일 | 대구 | 대한민국 | EXCO                     | 100,000명 이하 |
| 2008년 6월 7일  | 방콕 | 태국     | 후아마크 인도어 스타디움 | 100,000명 이하 |
| 2008년 6월 21일 | 서울 | 대한민국 | 잠실실내체육관           | 100,000명 이하 |
| 2008년 6월 22일 | 서울 | 대한민국 | 잠실실내체육관           | 100,000명 이하 |

## 세트 리스트
- Opening Show -
- 없는 번호
- 흔들어

- Ment -
- BIGBANG
- How Gee

- Ment -
- BIG BOY (T.O.P Solo)

- Ment -
- 기도 (태양 Solo)

- Ment -
- 나만 바라봐 (태양 Solo)
- 눈물뿐인 바보
- 바보

- VCR #2 (꽃보다 남자 패러디) -
- DANCE PERFORMANCE (승리 Solo)
- CRAZY DOG + 환상 속의 그대

- Ment -
- With U

- VCR #3 - / ※ Guest Special Stage ※광주, 서울 한정
- DIRTY CASH_Rearranged

- Ment -
- V.I.P
- 라라라_Rearranged

- Ment -
- 날 봐 귀순 (대성 Solo)

- Ment -
- Oh Ma baby

- Ment -
- THIS LOVE + BUT I LOVE U (지드래곤 Solo)
- WE BELONG TOGETHER

- Ment -
- 거짓말_Rearranged

- Encore - 
- 마지막 인사
- Always

- Ending -